# عبد الله محمد الحمدي

صورة عائلية لإبراهيم الحمدي وعائلته يظهر فيها عبد الله الحمدي

المقدم عبد الله محمد الحمدي هو شقيق الرئيس اليمني الراحل إبراهيم الحمدي من جهة الأب، اغتيل في ظروف غامضة لم يبت فيها، إلا أن اليمنيين يعتقدون أن علي عبد الله صالح بالتعاون من أحمد الغشمي من دبر عملية اغتيال عبد الله الحمدي وشقيقه الرئيس إبراهيم الحمدي  كان قائد قوات العمالقة في اليمن آنذاك والتي عينه قائدا لها الرئيس القاضي عبد الرحمن الارياني في 1971، كان قبلها قائد للواء عشرين، قتل قبل ساعات من اغتيال أخيه الرئيس إبراهيم الحمدي في أكتوبر 1977.

## العمالقة
كانت قوات العمالقة تشكلت بفكرة مباشرة من الفريق حسن العمري عام 1971م وتطورت في صورتها النهائية لقوات مكونة من مجموعة ألوية المغاوير وألوية العروبة واللواء العشرين كألوية قتال معروفة بخبرتها القتالية بعد 1962م.